# ناتخواج

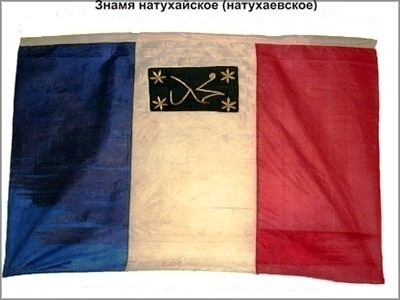
علم ناتخواج القبلي

ناتخواج هي واحدة من القبائل الأديغة الإثني عشر أو الشركسية الرئيسية. امتدت مناطقهم تاريخياً على طول ساحل البحر الأسود من أنابا في الشمال إلى خليج تيميس (نوفوروسيسك الآن) في الجنوب ومن الجانب الشمالي من الجبال إلى نهر كوبان السفلي.
تعيش عائلات ناتخواج حاليًا في الشتات وتم استيعاب أفرادها في قبائل الأديغة الأخرى، وبشكل أكثر دقة في قبيلة الشابسوغ بسبب علاقاتهم الوثيقة معهم. يوجد عدد قليل منهم في روسيا جمهورية أديغيا (بشكل رئيسي في منطقة Takhtamukaysky، في المنطقة الريفية من Natukhay (الروسية: Аул Натухай)  ومنطقة توتشيجسكي).

## التاريخ
قبيلة ناتخواج كانت مكونة من 10 أسر من الطبقة الأرستقراطية و44 من العشائر وتصنف على أنها قبيلة أديغية ديمقراطية. وقد برعوا في التجارة مع الإمبراطورية العثمانية وخانية القرم لأن ساحلهم لم يكن مدعومًا بجبال عالية ومفتوح شمالًا على السهوب، وقد وفرت التجارة لهم حياة أفضل من العديد من الآخرين.
وهُم أقرب إلى الشابسوغ الصغرى في الثقافة واللغة والشخصية، حتى أنهم يسميون أنفسهم بالاسم نفسه Aguchips. (عاش الشابسوغ الصغرى على الساحل جنوب ناتخواج بينما عاش الشابسوغ الأكبر شمال الجبال) كما يشمل أفراد ناتخواج قبيلة Goaie التي -وفقا للمرويات- هي واحدة من أقدم القبائل الشركسية. وهي تشمل أيضًا بقايا قبيلة زيني المختفية (Zhaney). وتضم عائلات نبيلة مثل شاك وديدي وإريكو وكاز وميغو وسيوباكو وزان. كذلك فإن القبيلة Goaie كان تضم عائلات نبيلة مثل Birdzh ، Cherch ، Kerzedzh ، Khatirame ، وKuytsuk.
نجح الناتخواج، مثل الشابوسغ والأبزاخ، في الحد من قوة النبلاء من قبيلتهم، فكانت قُراهم تُدار مِن قِبل القرويين المنتخبين. كانت ناتخواج واحدة من أكثر القبائل التي تميل إلى نوع من العمل السلمي. فأقاموا علاقات تجارية مع تركيا مما أعطاهم وضعًا ماديًا جيدًا. كان ناتخواج من آخر القبائل التي اعتنقت الإسلام، حيث تمسّكوا بثبات بالمسيحية، على الرغم من أن الاختلافات الدينية كانت في كثير من الأحيان سبب الخلافات مع الشابسوغ المجاورة. واعتنقوا الإسلام في بداية القرن التاسع عشر. على الرغم من ذلك فقد أظهر الناتخواج مقاومة مريرة لتوسع روسيا في شمال القوقاز. حيث قاتلوا جنبا إلى جنب مع الشابسوغ والأبزاخ الذين كانوا في ذلك الوقت بمفردهم ضد قوى الإمبراطورية الروسية. ونتيجة للحرب بقي 175 فقط من سكان ناتخواج في وطنهم الأم.
في أواخر عام 1860، قام اجتمع البرلمان الشركسي ووحد الشابسوغ والوبخ والناتخواج، وتعتبر سوتشي آخر عاصمة للمقاومة الشركسية.
في عام 1864، تم ذبح جزء كبير من الناتخواج وأُجبر الباقي على مغادرة شركيسيا، مثل قبائل الأديغة الأخرى، إلى الإمبراطورية العثمانية بسبب احتلال الجيش الروسي لموطنهم، بجانب سياسة القياصرة خلال تلك الحقبة للإمبراطورية الروسية للتطهير العرقي بإخلاء الساحل الشركسي بطرد الباقي إلى الدولة العثمانية.

## اللغة
يتكلم شعب الناتخواج لهجة ناتخواج الفرعية، وهي لهجة تشبه إلى حد كبير لهجة شابسوغ الفرعية. تشترك لهجتهم في عدد كبير من الخصائص مع أنواع أخرى من الشابسوغ مثل وجود الحروف الساكنة гь [[[|ɡʲ]]] وкь [[[|kʲ]]] وкӏь [[[|kʲʼ]]] وчъу [[[|t͡ɕʷ]]] التي تتوافق مع дж [[[|d͡ʒ]]] وч [[[|t͡ʃ]]] وкӏ [[[|t͡ʃʼ]]] وцу [[[|t͡sʷ]]] في اللهجات الفرعية الأخرى للأديغة (مثل أبزاخ وبزدوغ وتيمرجوي).
| المعنى | اللهجة الفرعية ناتخواج وشابسوغ | اللهجة الفرعية ناتخواج وشابسوغ | اللهجات الفرعية الأخرى | اللهجات الفرعية الأخرى |
| المعنى | السيريلية                      | IPA                            | السيريلية              | IPA                    |
| ------ | ------------------------------ | ------------------------------ | ---------------------- | ---------------------- |
| قميص   | гьанэ                          | ɡʲaːna                         | джанэ                  | d͡ʒaːna                 |
| دجاج   | кьэт                           | kʲat                           | чэты                   | t͡ʃatə                  |
| حبل    | кӏьапсэ                        | kʲʼaːpsa                       | кӏапсэ                 | t͡ʃʼaːpsa               |
| حذاء   | чъуакъэ                        | t͡ʃʷaːqa                        | цуакъэ                 | t͡sʷaːqa                |